# Luchthaven Maio
Luchthaven Maio (Portugees: Aeroporto do Maio) (IATA: MMO, ICAO: GVMA) is de luchthaven in Kaapverdië op het eiland Maio, 3 kilometer ten noorden van de hoofdplaats van het eiland: Vila do Maio. De IATA-code bestaat uit de letter M en verder Maio, de ICAO-code eindigt met de eerste twee letters van de naam van het eiland. De luchthaven werd in gebruik genomen aan het eind van de twintigste eeuw.